# Liou Čung-čching
Liou Čung-čching (* 10. listopadu 1985 Ta-čching, Čína) je čínský akrobatický lyžař-skokan. Začínal s gymnastikou a k akrobatickým skokům přestoupil ve 14 letech. Připravuje se v Charbinu. V čínské reprezentaci se pohybuje od roku 2003. V roce 2006 nepostoupil z kvalifikace na olympijských hrách v Turíně. V roce 2010 uspěl při čínské olympijské nominaci pro účast na olympijských hrách ve Vancouveru a vybojoval bronzovou olympijskou medaili. V olympijské sezoně 2013/14 vyhrál svůj první závod světového poháru a stal se celkovým vítězem světového poháru. Na olympijských hrách v Soči v roce 2014 však nepostoupil z kvalifikace. V roce 2018 na olympijských hrách ve Pchjongčchangu obsadil 9. místo.